# Château de Kerduel
Le château de Kerduel est situé sur la commune de Pleumeur-Bodou en France.

## Localisation
Le château est situé sur la commune de Pleumeur-Bodou au lieu-dit de Kerduel dans le département des Côtes-d'Armor, dans la région Bretagne.

## Description
Le corps de logis principal du château, en granit non appareillé, possède une aile en retour, a été bâti au XVIIe siècle. Dans le prolongement ouest de la façade nord se trouve une tour carrée, rajoutée en 1890. Le bâtiment en retour, constitué de granit rose appareillé, est le plus ancien, remontant au XIIIe siècle. Il se compose d'une grande tour carrée qui abrite la chambre dite du "Roi Arthur". La chapelle présente l'originalité de posséder deux étages, un niveau bas pour les serviteurs, un niveau haut pour le châtelain, avec entrée séparée.

## Historique
Le château présente une certaine unité en dépit des différentes époques de construction qui s'échelonnent du XIIIe siècle à la fin du XIXe siècle. C'était un fief relativement important, ce dont témoigne quatre pierres de justice. Le château a été habité par les Kerduel jusqu'en 1477.
Il est inscrit partiellement au titre des monuments historiques par arrêté du 30 mars 1978.

## Protection
Éléments protégés : les façades et toitures du château et de la chapelle. 

## Galerie

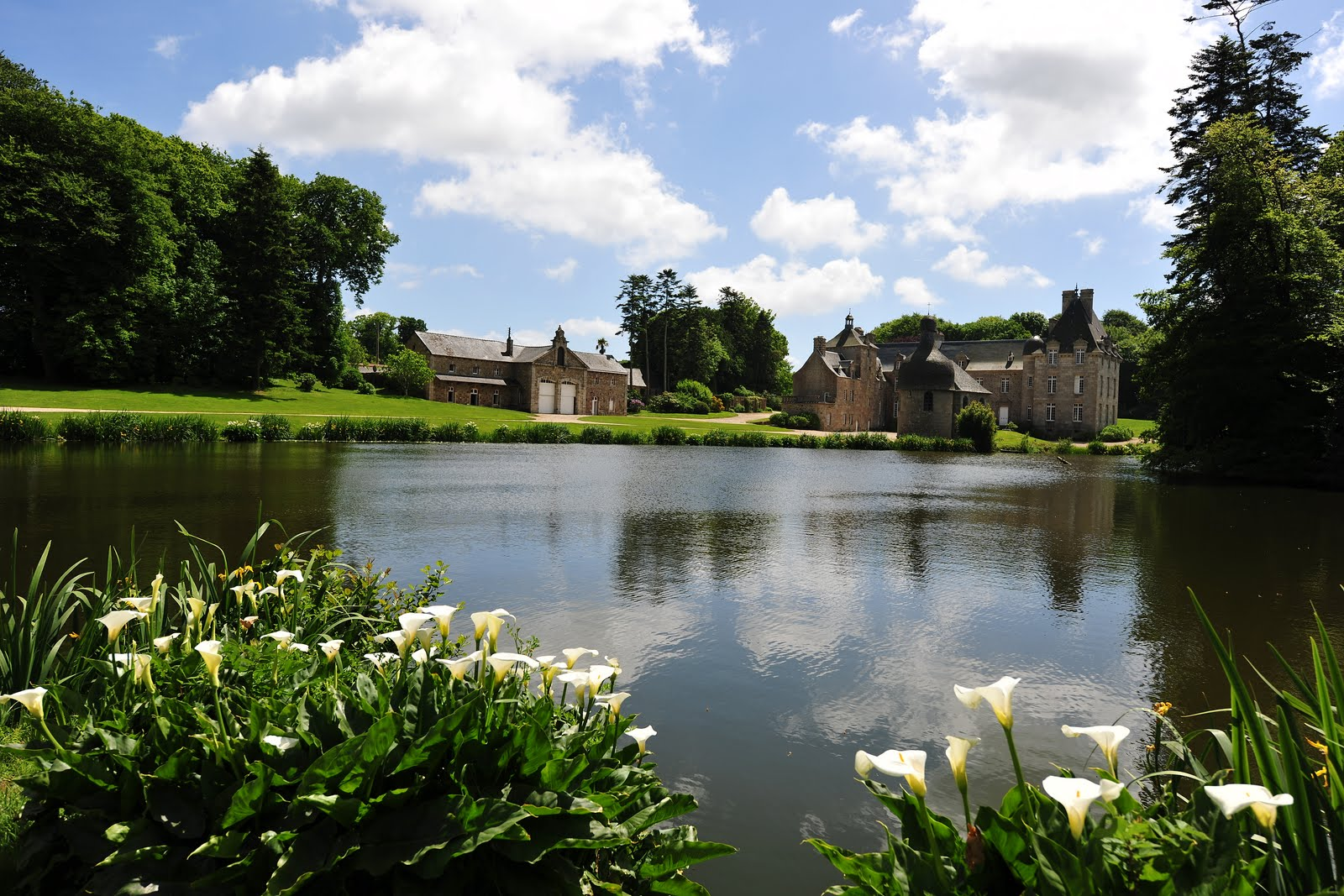
Chateau et dépendance.
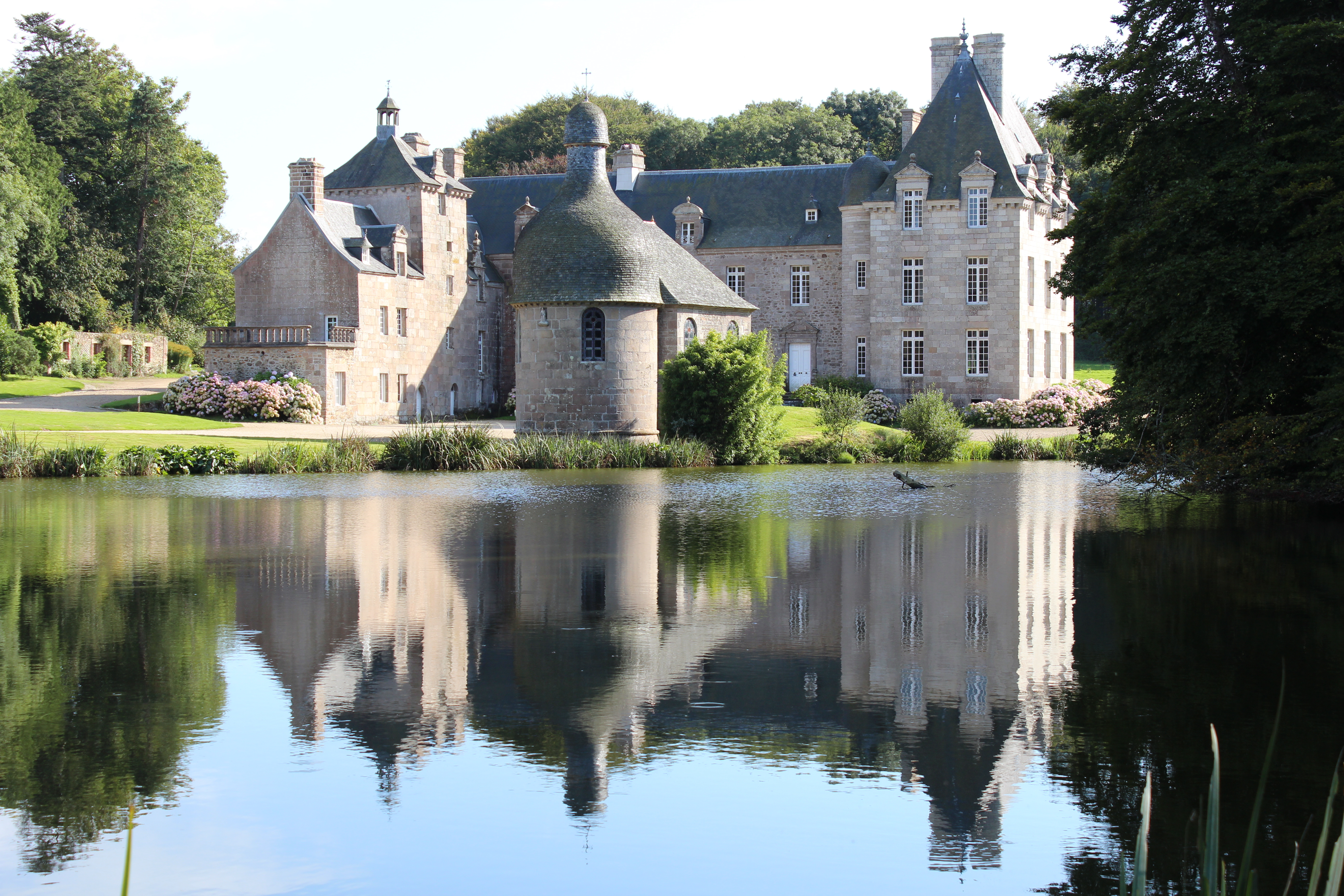
Château de Kerduel, façade nord.
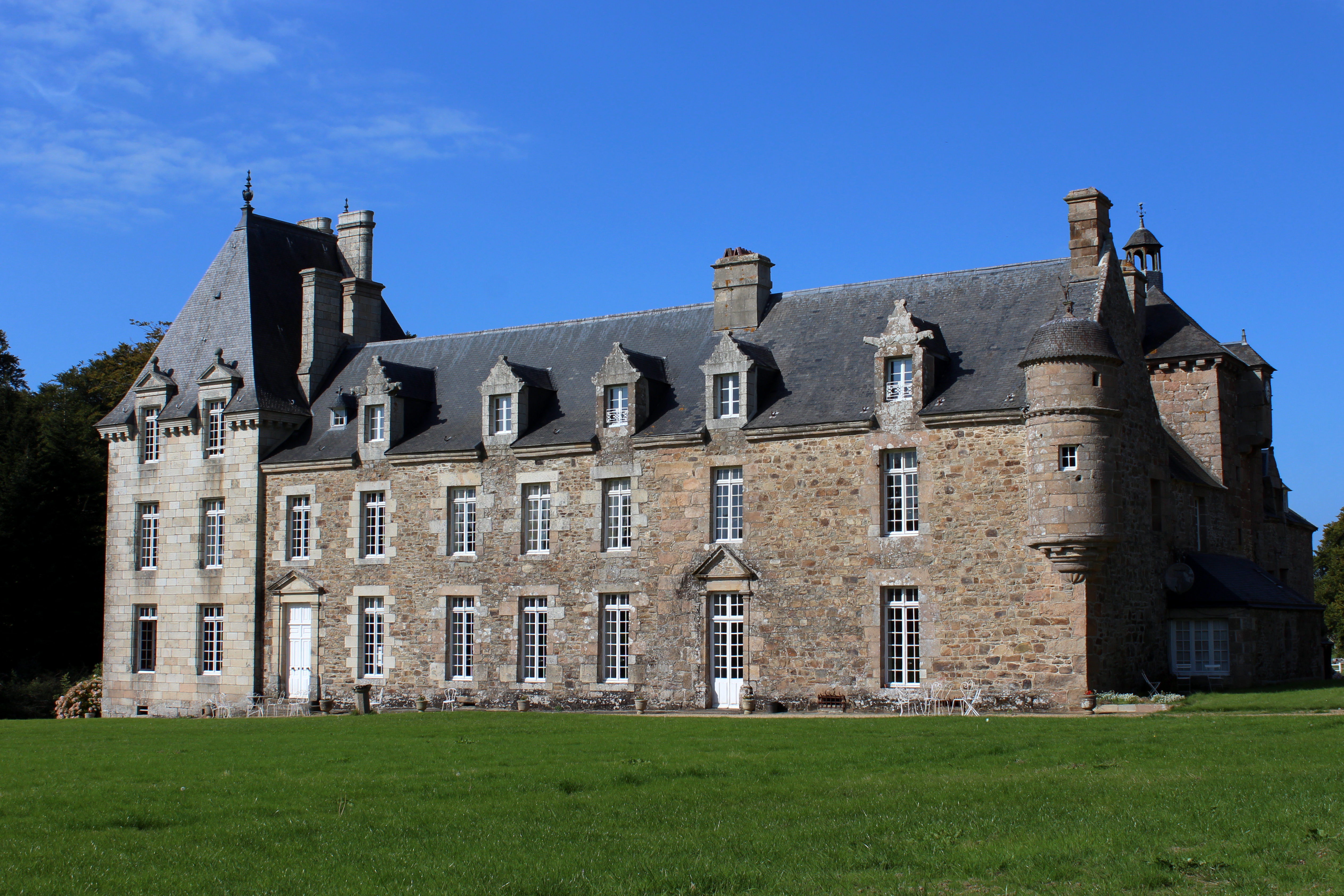
Château de Kerduel, façade sud.
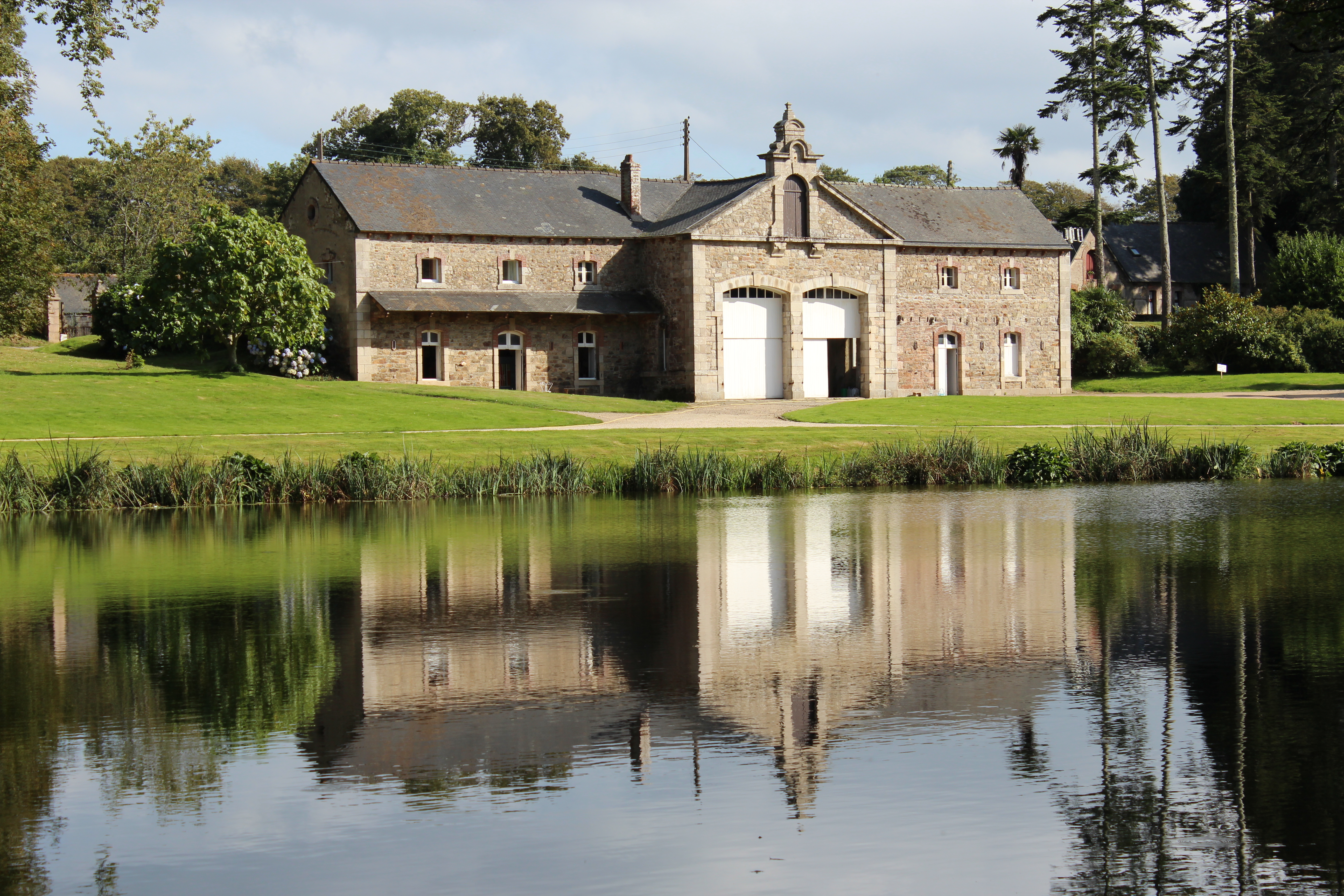
Château de Kerduel, dépendance.
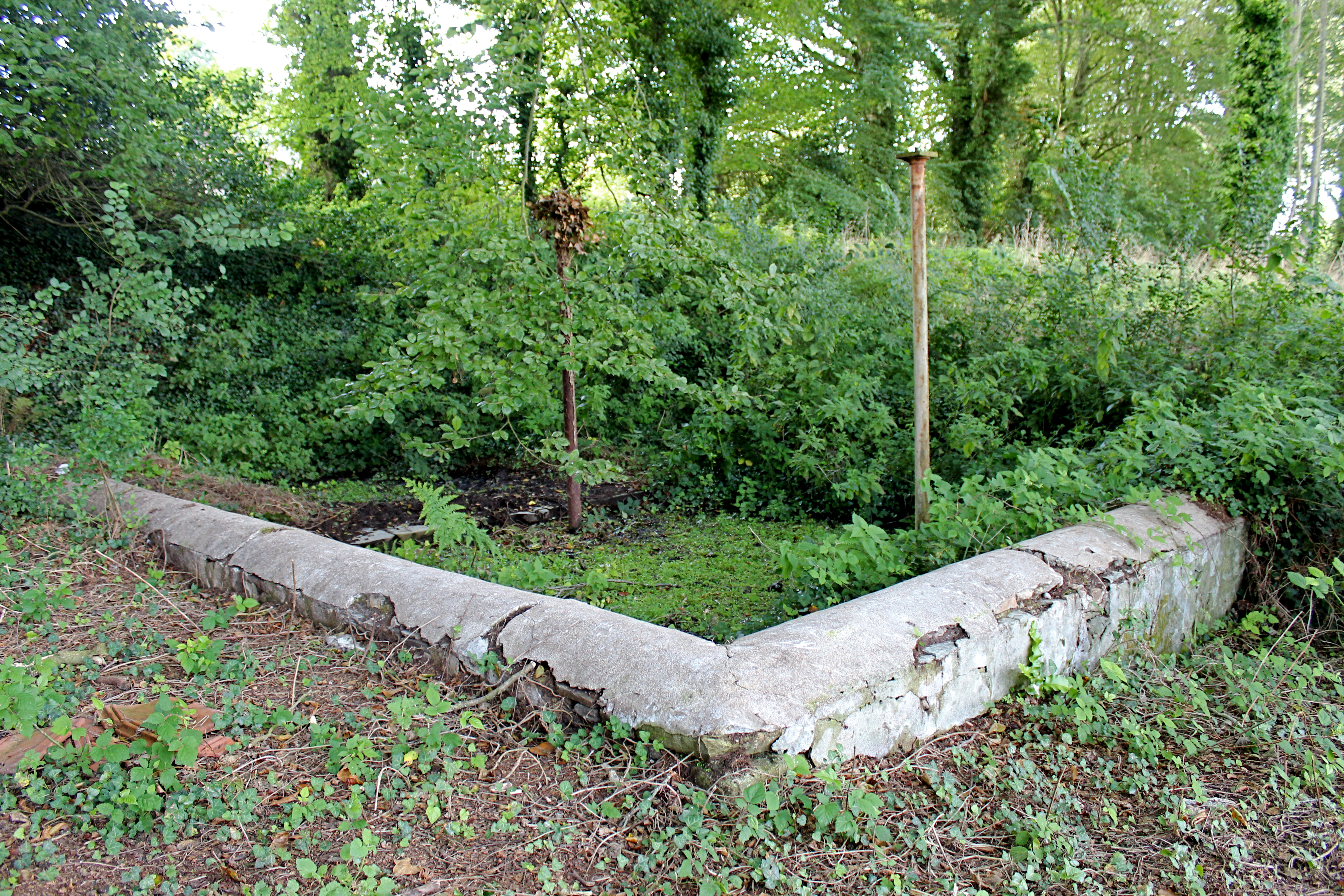
Lavoir.
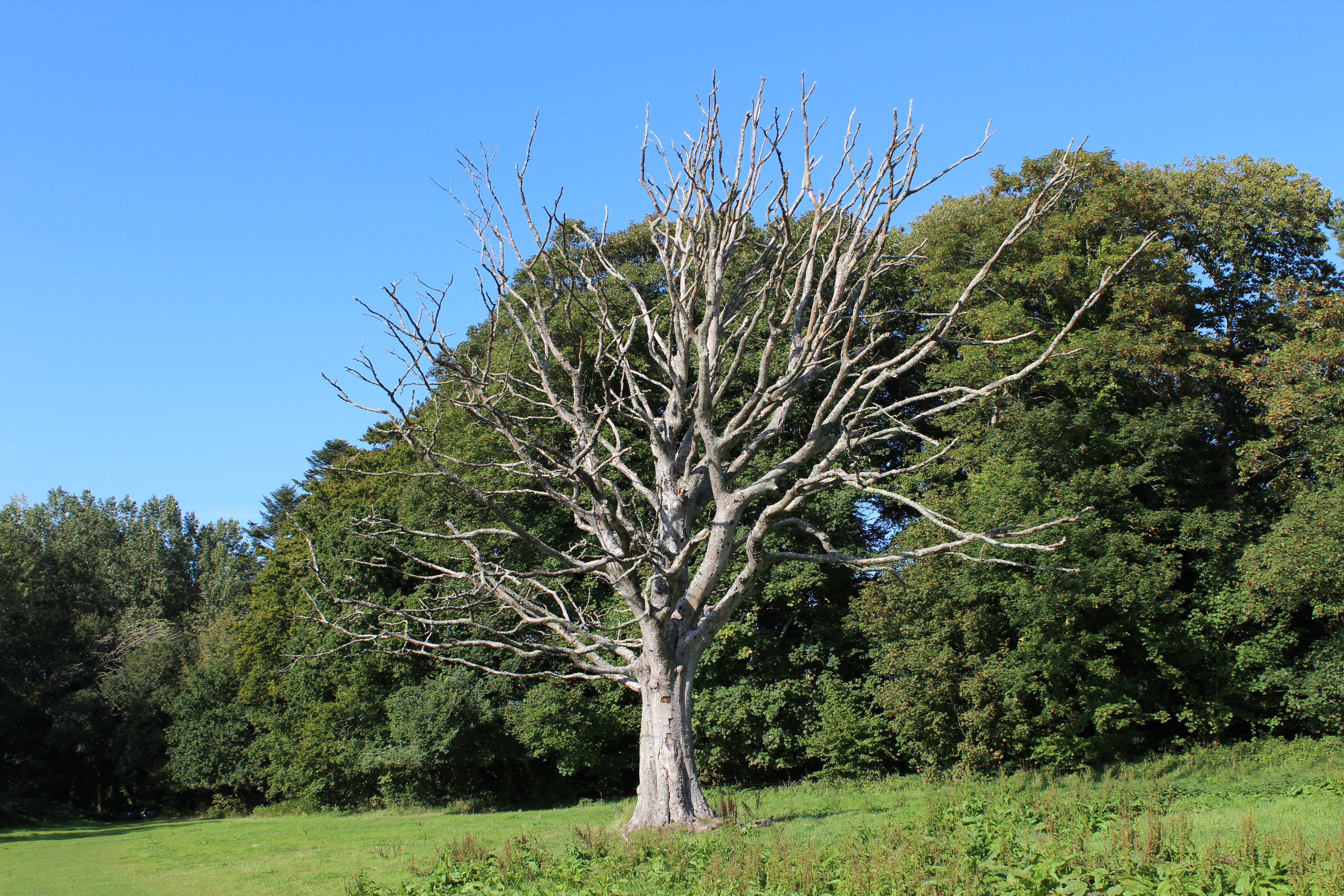
Arbre dans le parc.